# Herb Klein
Herbert C. Klein, detto Herb (Newark, 24 giugno 1930 – 24 novembre 2023), è stato un politico statunitense, membro della Camera dei Rappresentanti per lo stato del New Jersey dal 1993 al 1995.

## Biografia
Nato a Newark da padre ungherese di origine ebraica e madre bielorussa, Klein studiò alla Rutgers University, si laureò in giurisprudenza ad Harvard e conseguì un Master of Laws presso l'Università di New York. Prestò servizio militare nell'Air Force, venendo assegnato alla Wright-Patterson Air Force Base. In seguito intraprese la professione di avvocato.
Entrato in politica con il Partito Democratico, tra il 1972 e il 1976 fu membro dell'Assemblea generale del New Jersey.
Nel 1992, al ritiro del deputato democratico di lungo corso Robert A. Roe, Klein si candidò per il suo seggio alla Camera dei Rappresentanti e riuscì ad essere eletto. Nel 1994, tuttavia, presentatosi alle elezioni per un secondo mandato, fu sconfitto dal repubblicano William J. Martini.
Dopo aver lasciato il Congresso, Klein tornò a svolgere la professione di avvocato.